# Ballin (Familienname)
Ballin ist ein deutscher Familienname.

## Namensträger
- Albert Ballin (1857–1918), deutscher Reeder
- Arthur Ballin (1882–?), deutscher Politiker, Hamburger Abgeordneter (DDP)
- Camillo Ballin (1944–2020), italienischer Ordensgeistlicher, Bischof und Apostolischer Vikar in Kuwait
- Carlos Vallin i Ballin (1868–1945), deutscher Industrieller und Nähmaschinenfabrikant
- Franz Ballin (1808–1854), österreichischer Kapellmeister und Komponist
- Fritz Ballin (1879–1939), deutscher Jurist und Diplomat
- Gottfried Ballin (1914–1943), deutscher Widerständler gegen den Nationalsozialismus
- Gottschalk Josef Ballin (1789–1876), deutscher Bankier
- Hans Ballin (1887–1942), deutscher Kaufmann und Opfer des Holocaust, siehe Albine Nagel#Ehemann Hans Ballin
- Hugo Ballin (1879–1956), US-amerikanischer Maler
- Louis Ballin (1834–1918), deutscher Bankier
- Rainer Ballin (1959–2022), deutscher Journalist und Radiomoderator
- Robert Ballin (1872–1960), deutscher Möbelfabrikant